# Halton, Northumberland
Halton är en ort i civil parish Whittington, i grevskapet Northumberland i England. Orten är belägen 4 km från Corbridge. Halton var en civil parish 1866–1955 när det uppgick i Whittington. Civil parish hade 24 invånare år 1951.